# David Helbock

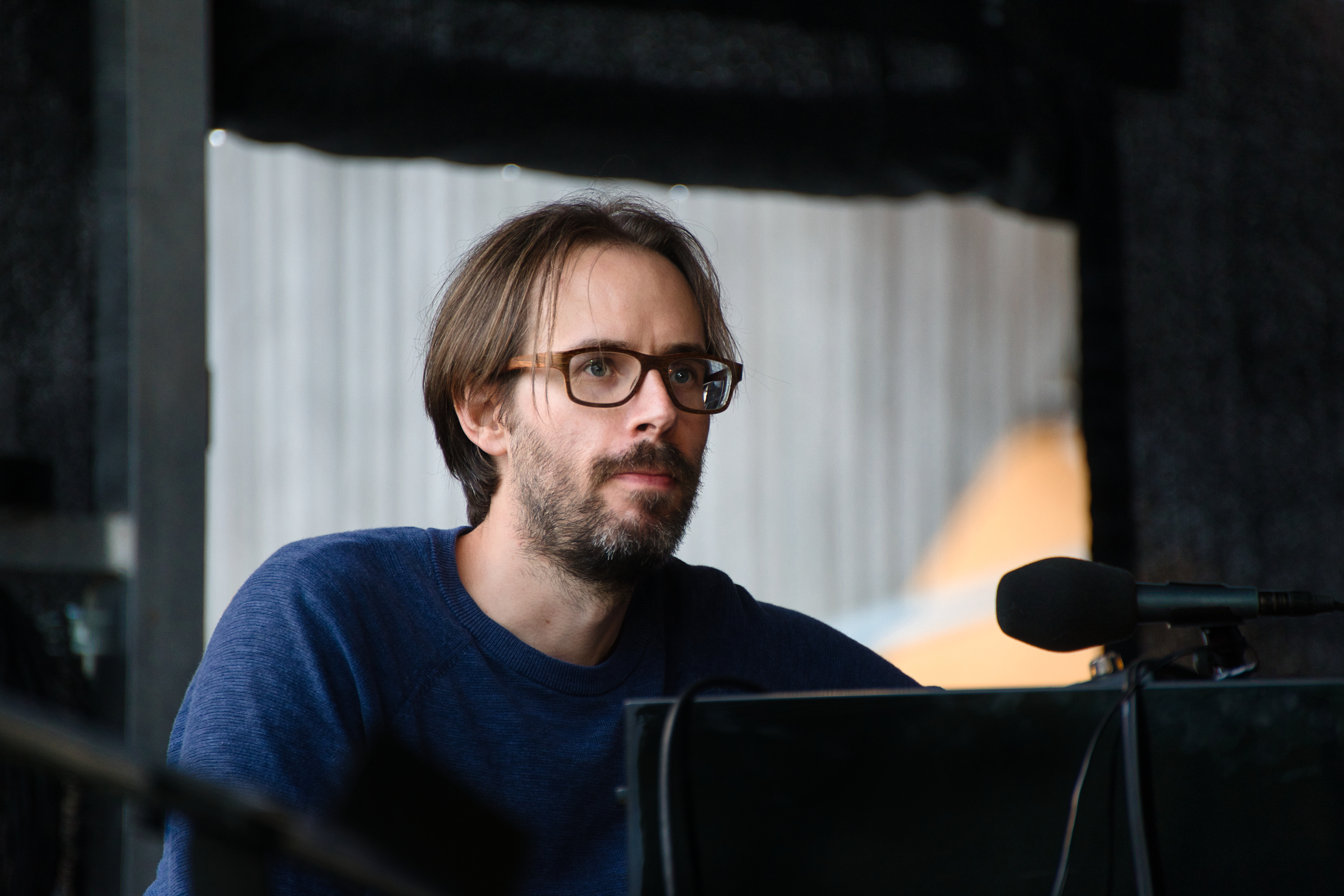
David Helbock (INNtöne Jazzfestival 2021)

David Helbock (* 28. Jänner 1984 in Koblach, Vorarlberg) ist ein österreichischer Jazzmusiker, Pianist und Komponist.

## Leben und Wirken
Helbock begann im Alter von sechs Jahren Klavier zu spielen. Nach einigen Jahren Unterricht an der Musikschule Feldkirch bei Nora Calvo Smith und am Jazzseminar Dornbirn bei Paul Winter wechselte er 1998 ans Musikgymnasium Feldkirch.
Während der Schulzeit begann er bei Ferenc Bognar am Vorarlberger Landeskonservatorium Klavier zu studieren, wo er 2005 sein klassisches Konzertfach-Diplom mit Auszeichnung abschloss.
Seit 2000 nahm Helbock zusätzlich Unterricht beim New Yorker Jazzpianisten Peter Madsen, mit dem er auch in dessen Ensemble CIA (Collective of Improvising Artists) zusammenspielte und 2022 das „Austrian Syndicate“ gründete.
2006 veröffentlichte er mit dem Helbock-Dietrich-Vogel-Trio (kurz HDV-Trio) die CD Celebrating Modern Genius auf dem Jazzlabel Double Moon Records in Zusammenarbeit mit der Zeitschrift Jazz thing (Jazz thing Next Generation). In seinem Trio Random/Control mit Blechbläser Johannes Bär und Holzbläser Andreas Broger stehen „drei Irrwische der multiplen Überraschungen“ auf der Bühne.
Die drei Multiinstrumentalisten aus Vorarlberg waren im Rahmen des „European Jazz Meeting“ bei Jazzahead 2015 präsent und spielten auf Festivals weltweit von Kanada bis Indonesien.
Mit seinem Trio mit den Wiener Musikern Raphael Preuschl an der Bassukulele und Herbert Pirker bzw. (seit 2016) Reinhold Schmölzer am Schlagzeug tourte Helbock durch die ganze Welt und spielte auf Jazzfestivals auf allen Kontinenten.
2012 veröffentlichte Helbock mit Purple ein Album, auf dem er ausschließlich Songs von Prince covert, wie beispielsweise 1999, Alphabet St., Kiss und Purple Rain. Im Jahr 2014 trat Helbock als Solist auf Michael Mantlers CD The Jazzcomposers Orchestra – Update in Erscheinung, die bei ECM Records veröffentlicht wurde; er ist auch auf Mantlers Alben Comment c’est (2017), Coda (2021) und Sempre Notte (2024) zu hören.
Helbocks Alben als Leader wurden von Random/Control (2010) bis Aural Colors (2015) zumeist bei Traumton Records veröffentlicht. Seit Mitte 2016 ist er Exclusivkünstler beim Plattenlabel ACT Music, wo er bis 2023 sechs Alben in unterschiedlichen Formationen veröffentlichte. Sein Duo-Album Playground mit der französischen Sängerin Camille Bertault erhielt eine seltene 5-Sterne Review im größten Jazzmagazin Down Beat. Auf dem Album Austrian Syndicate mit seinem Quintett (2023) haben Lakecia Benjamin, Maria João, Dhafer Youssef, Fred Wesley & Alex Acuña Gastauftritte. 
2025 veröffentlichte Helbock mit seinem Langzeit-Trio "Random/Control" ein Album, das im Rahmen einer "Studio Livesession" im Liechtensteiner "Little Big Beat Studio" aufgenommen wurde und Fola Dada als Gastsängerin featured.
Helbock ist seit Beginn seiner Musikerlaufbahn außerdem als Komponist aktiv. Neben Auftragskompositionen für z. B. Streichorchester, Kammermusik, Chöre oder Big Bands zählt unter anderem ein großes „Jahreskompositionsprojekt“ zu seinen Werken, bei dem Helbock ein Jahr lang jeden Tag ein neues Stück geschrieben hat, inspiriert von der brasilianischen Jazzlegende Hermeto Pascoal – 2010 ist dieses Werk als My Personal Realbook mit über 600 Seiten Musik erschienen (Pascoal hat eine Komposition zu Helbocks Album Think of Two (2014) beigesteuert).

## Preise und Auszeichnungen
- 2007 und 2010 war Helbock zweiter Preisträger beim Jazzpiano-Solowettbewerb in Montreux und gewann zusätzlich den Publikumspreis.
- Im Jahr 2011 wurde er mit dem Outstanding Artist Award für Musik des Bundesministeriums für Unterricht, Kunst und Kultur ausgezeichnet.
- Mit dem HDV Trio gewann er außerdem den internationalen Wettbewerb New Generation 2006 in Straubing, bei dem sie mit mehr als 60 europäischen Bands konkurrierten.

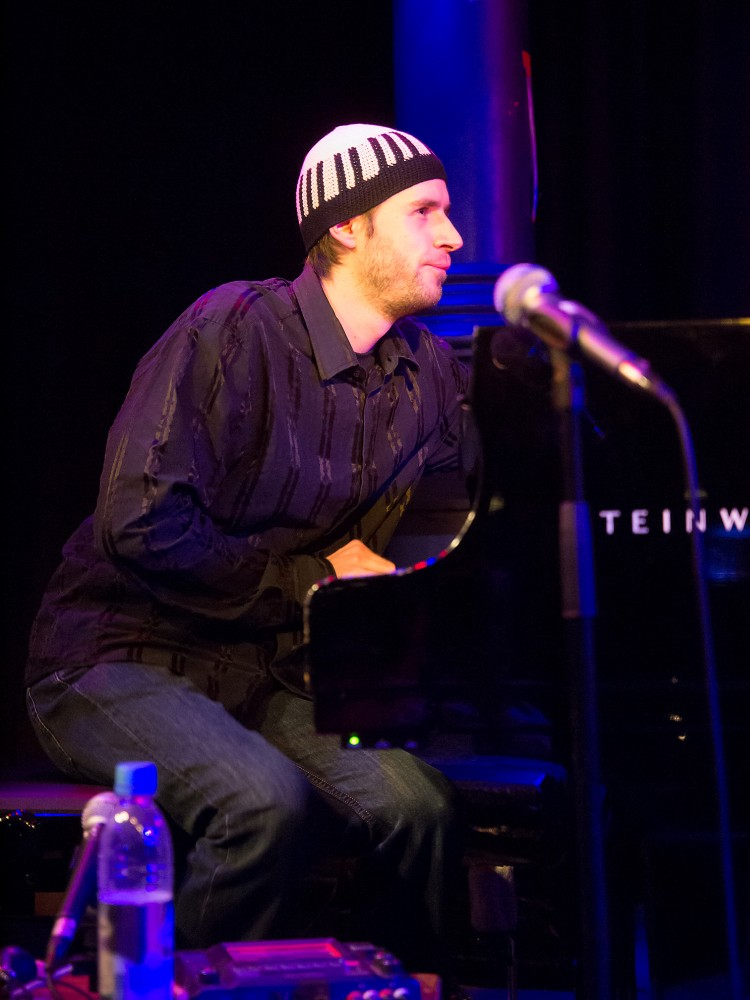
David Helbock im Jazzclub Unterfahrt 2012

## Diskografische Hinweise (Auswahl)
- 1998: Happiness (Solo)
- 2003: Emotions (Solopiano)
- 2004: David Helbock Trio: Transformation (Gramola)
- 2006: HDV Trio: Celebrating Modern Genius (Double Moon Records)
- 2007: Solopiano Time (Yvp music)
- 2008: Peter Madsens CIA Suite of Philosophical Sounds – SUN RA
- 2008: HDV Trio: All In
- 2010: Random/Control
- 2011: David Helbock/Simon Frick: Diagonal (Traumton)
- 2012: Purple (Solopiano, Traumton)
- 2014: Random/Control: Think of Two (Traumton)
- 2014: Helbock/Raab: What´s Next? I Don´t Know! (Session Work Records)
- 2014: Michael Mantler: The Jazzcomposers Orchestra – Update (ECM Records)
- 2015: David Helbock Trio: Aural Colors (Traumton)
- 2015: David Helbock/Peter Madsen Quartett: Mistura (Unit Records, mit Dietmar Kirchner, Andi Wettstein)
- 2016: David Helbock Trio: Into the Mystic (ACT)
- 2018: Random/Control Tour d´Horizon: From Brubeck to Zawinul (ACT)
- 2019: Playing John Williams (Piano Works XIV) (ACT, Solopiano)
- 2021: David Helbock/Sebastian Studnitzky/Arne Jansen: The New Cool (ACT)
- 2022: Camille Bertault & David Helbock: Playground (ACT)[6]
- 2023: Austrian Syndicate (ACT)
- 2025: David Helbock´s Random/Control feat. Fola Dada (Little Big Beat Studio Livesession)